# 10 Hygiea
Hygiea /haɪˈdʒiːə/ (định danh hành tinh vi hình: 10 Hygiea)là tiểu hành tinh lớn thứ tư trong Hệ Mặt Trời về thể tích và khối lượng và có thể là hành tinh lùn, nó năm trong vành đai tiểu hành tinh. Với đường kính khoảng 435 km và khối lượng được ước tính là chiếm tới 3% tổng khối lượng của cả vành đai, Hygiea là tiểu hành tinh tối kiểu C với bề mặt chứa carbon lớn nhất.

## Quan sát

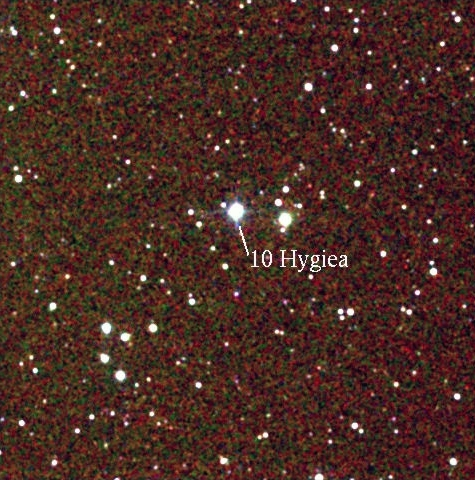
Hình ảnh của 10 Hygiea được chụp bởi cuộc khảo sát 2MASS

Mặc dù có kích thước lớn, Hygiea trông rất mờ khi quan sát từ Trái Đất. Điều này là do bề mặt tối cũng như khoảng cách khá xa Mặt Trời của nó ở bên ngoài vành đai chính. Vì vậy một vài tiểu hành tinh nhỏ hơn đã được phát hiện trước khi Annibale de Gasparis tìm ra nó vào ngày 12 tháng 4 năm 1849. Ở hầu hết các vị trí xung đối trên quỹ đạo, Hygiea có cấp sao biểu kiến thấp hơn bốn bậc so với Vesta và cần phải dùng kính viễn vọng ít nhất 100 mm để có thể quan sát được nó. Tuy nhiên, khi ở điểm cận nhật, Hygiea có thể được nhìn thấy qua ống nhòm 10x50. Hygiea sẽ cấp sao +9,1.
Các nhà khoa học nghĩ rằng nó không có từ trường vì không có hoạt động Dynamo trong lõi của chính nó.

## Phát hiện và tên gọi
Hygiea được Annibale de Gasparis phát hiện vào ngày 12 tháng 4 năm 1849 tại Napoli,Ý, phát hiện đầu tiên trong chín tiểu hành tinh. Giám đốc đài thiên văn Napoli, Ernesto Capocci đã đặt tên cho nó là Igea Borbonica ("Bourbon Hygieia") theo tên của vương triều đã trị vì Vương quốc Hai Sicilia.
Tuy nhiên vào năm 1852, John Russell Hind đã viết rằng "nó thường được gọi là Hygeia, phần phụ không cần thiết 'Borbonica' được loại bỏ." Tên gọi này bắt nguồn từ Hygieia, vị nữ thần Hy Lạp của sức khỏe, con gái của Asclepius. Nó thường được viết là Hygeia vào thế kỷ mười chín, ví dụ như trong tờ Monthly Notices of the Royal Astronomical Society.

## Đặc điểm vật lý

Kích thước của 10 tiểu hành tinh đầu tiên được phát hiện so với Mặt Trăng của Trái Đất. Hygiea nằm ở ngoài cùng bên phải.

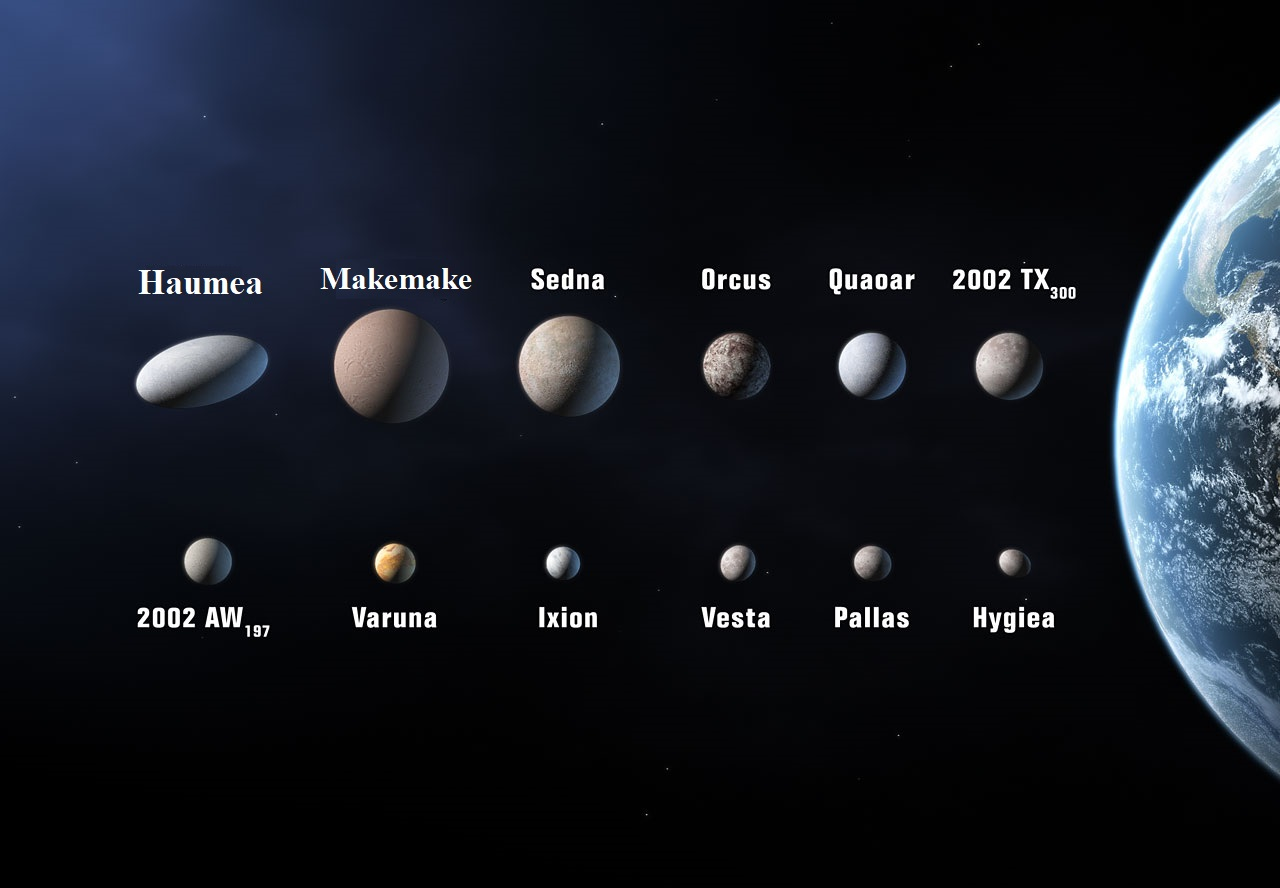
Hiệp hội Thiên văn Quốc tế đã xếp Hygiea vào danh sách những thiên thể có khả năng là một hành tinh.

Bề mặt của Hygiea bao gồm vật chất chứa carbon cổ xưa với quang phổ tương tự như của các thiên thạch carbonaceous chondrite. Bề mặt cổ xưa này cho thấy Hygiea không bị tan chảy trong giai đoạn đầu của quá trình hình thành Hệ Mặt Trời.
Hygiea là thành viên chính của nhóm tiểu hành tinh Hygiea và chứa hầu hết khối lượng của nhóm này (hơn 90%). Nó có kích thước lớn nhất trong các tiểu hành tinh tối kiểu C, loại tiểu hành tinh chiếm đa số ở phía ngoài vành đai tiểu hành tinh. Có vẻ như Hygiea có hình cầu dẹt với đường kính trung bình 444 ± 35 km và tỷ lệ bán trục lớn 1.11, cao hơn nhiều so với 2 Pallas, 4 Vesta và hành tinh lùn Ceres. Giống như Ceres, Hygiea có tỷ trọng tương đối thấp, tương tự như các vệ tinh băng của Sao Mộc và Sao Thổ thay vì các hành tinh kiểu Trái Đất hay các tiểu hành tinh đá.
Mặc dù là vật thể lớn nhất trong khu vực của mình, Hygiea trông rất mờ khi quan sát từ Trái Đất do bề mặt tối và khoảng cách xa Mặt Trời của nó. Thậm chí Hygiea là tiểu hành tinh mờ thứ ba trong số hai mươi tiểu hành tinh đầu tiên được phát hiện, chỉ sau 13 Egeria và 17 Thetis. Hygiea có cấp sao khoảng +10.2, thấp hơn bốn bậc so với Vesta và phải dùng kính viễn vọng ít nhất là 4 inch (100 mm) để quan sát. Tuy nhiên, tại cận điểm quỹ đạo, Hygiea có thể đạt cấp sao +9.1 và có thể được nhìn thấy qua ống nhòm 10x50, trong khi hai tiểu hành tinh lớn thứ hai và thứ ba, 704 Interamnia và 511 Davida, lại luôn nằm ngoài khả năng quan sát của ống nhòm.
Ít nhất 5 lần Hygiea che khuất sao đã được các nhà thiên văn học quan sát từ Trái Đất, nhưng vẫn chưa có nhiều thông tin về hình dạng của nó. Kính viễn vọng không gian Hubble đã loại bỏ khả năng tồn tại vật thể có đường kính trên 16 km cùng quỹ đạo với Hygiea.

## Quỹ đạo và sự tự quay

Mô phỏng quỹ đạo của Hygiea trong tương quan với Sao Mộc;Sao Mộc (vòng tròn màu tím) hầu như đứng yên.

Nhìn chung, các đặc tính của Hygiea ít được biết đến nhất trong số bốn vật thể lớn của vành đai tiểu hành tinh. Quỹ đạo của nó gần với mặt phẳng hoàng đạo hơn nhiều so với Ceres, Pallas hay Interamnia, nhưng lại không tròn bằng Ceres và Vesta với độ lệch khoảng 12%.Tại viễn điểm quỹ đạo, Hygiea vươn ra tới rìa vành đai tiểu hành tinh ở cận điểm quỹ đạo của nhóm tiểu hành tinh Hilda. Hygiea được Trung tâm Tiểu hành tinh sử dụng để tính toán nhiễu loạn.
Hygiea tự quay với tốc độ chậm một cách bất thường khi mất 27 giờ 37 phút để quay được một vòng, trong khi các tiểu hành tinh lớn thường chỉ mất từ 6 đến 12 giờ. Hướng tự quay của Hygiea vẫn chưa được xác định nhưng có khả năng là ngược chiều kim đồng hồ. Phân tích đường cong ánh sáng cho thấy điểm cực của Hygiea có khả năng hướng về tọa độ hoàng đạo (β, λ) = (30°, 115°) hoặc (30°, 300°) với khoảng chênh lệch 10°, khiến cho trục quay của nó nghiêng khoảng 60° trong cả hai trường hợp.